# Wallops Island
Wallops Island je 15,5 km² velký ostrov ležící přímo při východním pobřeží Virginie. Je součástí řetězu ostrovů táhnoucího podél východního pobřeží USA.
Ostrov dlouhý 9,5 kilometru a široký jen 800 metrů náleží do okresu Accomack County a nachází se přímo na jih od ostrova Chincoteague Island, oblíbeného cíle turistů.
Na ostrově se nachází kosmodrom Wallops Flight Facility.